# Lorenzo Huertas
Lorenzo Huertas (Asturias, 1829 - c. Asturias, 1900† ) fue un verdugo español, en activo al final del siglo XIX como titular de las Audiencias de Burgos, así como las de Valladolid, Granada y Sevilla. Conocido como el "maestro Lorenzo" o el "cortacabezas" asistió y enseñó a Nicomedes Méndez y Gregorio Mayoral en sus primeras ejecuciones.
Como otros verdugos, introdujo una modificación personal en el garrote que probó en la ejecución de "Juan Díaz de Garayo" y utilizó desde entonces.

## Cultura popular
Una leyenda urbana describe la aparición de una figura masculina con capa española y sombrero de ala ancha en el Palacio de la Chancillería de Granada que se cree relacionada con Lorenzo Huertas.

## Reos ejecutados por Lorenzo Huertas (incompleta)
- Juan Díaz de Garayo "el Sacamantecas", Vitoria, 11 de mayo de 1881[5]
- Toribio Eguías (Vitoria, 15 de octubre de 1885)[1]
- Manuel Serrano Arévalo "el Tigre" (Jaén, 29 de abril de 1897)[2]